# Sturmgeschütz-Brigade 202
De Sturmgeschütz-Abteilung 202 / Sturmgeschütz-Brigade 202 / Heeres-Sturmgeschütz-Brigade 202 / Heeres-Sturmartillerie-Brigade 202 was tijdens de Tweede Wereldoorlog een Duitse Sturmgeschütz-eenheid van de Wehrmacht ter grootte van een afdeling, uitgerust met gemechaniseerd geschut. Deze eenheid was een zogenaamde Heerestruppe, d.w.z. niet direct toegewezen aan een divisie, maar ressorterend onder een hoger commando, zoals een legerkorps of leger.
Deze Sturmgeschütz-eenheid kwam in actie aan het oostfront gedurende zijn hele bestaan. Eerst in de centrale sector, later in het zuiden en eindigend in Koerland.

## Krijgsgeschiedenis

### Sturmgeschütz-Abteilung 202
Sturmgeschütz-Abteilung 202 werd opgericht in Jüterbog op 10 september 1941. Reeds medio september werd de Abteilung per spoor naar het oostfront verplaatst naar Smolensk. Hij werd toegevoegd aan de 184e Infanteriedivisie en naam daar vanaf 2 oktober 1941 deel aan Operatie Taifun, de aanval richting Moskou. Al op de eerste dag werden zware verliezen geleden en de meeste Sturmgeschützen vielen beschadigd uit (veel met mijn-schade). De opmars ging via Brjansk, Orel en Koersk naar zuidelijk van Toela. Daar stokete de opmars en de Abteilung trok rond Kerstmis 1941 terug naar de Oka-stelling. Gedurende 1942 vocht de Abteilung aan het Bolchov-front. Vanaf april 1942 werd de Abteilung toebedeeld aan het 53e Legerkorps, vaak ingezet bij de 112e Infanteriedivisie. In de herfst van 1942 volgde een verplaatsing en toewijzing aan de 78e Sturm-Divisie vanaf 28 november 1942. In voorjaar 1943 volgde een verplaatsing naar de Orel-saillant en nam de Abteilung deel aan de slagen rond Charkov en verhinderde mede dat de Sovjets de Dnjepr konden bereiken. Daarna werd de Abteilung gestationeerd rond Soemy voor een opfris en daar ook tegen partizanen ingezet. Als dan het Sovjet-offensief tegen Kiev begon, stond de Abteilung onder bevel van de 7e Pantserdivisie tot oktober 1943, waarna de Abteilung terugtrok tot Berditsjev, waar het front tot Kerst 1943 gehouden kon worden. Daarna werd de Abteilung ingezet om het front bij de 25e Pantserdivisie te stabiliseren en vervolgens ging het terug naar Vinnytsja. Een deel van de Abteilung (o.a. de complete 3e Batterij) kwam nog terecht in de Tsjerkasy-pocket en werd daarin vernietigd.
Op 14 februari 1944 werd de Abteilung omgedoopt in Sturmgeschütz-Brigade 202.

### Sturmgeschütz-Brigade 202
De omdoping in Sturmgeschütz-Brigade betekende echter geen organisatorische verandering, de samenstelling bleef gelijk. De brigade werd opgefrist rond Oeman en moest daarna terugtrekken naar de Zuidelijke Boeg, waar de resterende Sturmgeschützen opgeblazen moesten worden, omdat er geen bruggen meer waren. Slechts resten kwamen over de rivier en werden naar Neufahrwasser bij Danzig gebracht.
Op 10 juni 1944 werd de brigade omgedoopt in Heeres-Sturmgeschütz-Brigade 202.

### Heeres-Sturmgeschütz-Brigade 202
Na een opfrissing van tien weken in Ziegenhals/Langendorf werd de brigade medio juli 1944 per spoor naar Daugavpils gebracht en ingezet bij de verdediging van de stad. In oktober 1944 lag de brigade bij Tukums in de Koerland—pocket. Hier nam de brigade deel aan verschillende Koerland-slagen. De 1e Batterij nam ook deel aan de verdediging van Ösel.

### Heeres-Sturmartillerie-Brigade 202
In 1945 volgde nog een omdoping in Heeres-Sturmartillerie-Brigade 202, nadat een Grenadier-Begleit-Batterie toegevoegd was.

### Einde
De Heeres-Sturmartillerie-Brigade 202 capituleerde op 8 mei 1945 in Koerland.

## Samenstelling
- Staf
- 1e Batterij
- 2e Batterij
- 3e Batterij
- Begleit-Grenadier-Batterie, ofwel een compagnie begeleidingssoldaten, vanaf eind 1944/begin 1945

## Commandanten
| Rang           | Naam             | Begin             | Eind               |
| -------------- | ---------------- | ----------------- | ------------------ |
| Major          | Dr. Hans Marder  | 10 september 1941 | 30 december 1941 † |
| Oberstleutnant | Karl Evers       | januari 1942      | november 1942      |
| Hauptmann      | Hans Handrik     | november 1942     | 14 maart 1943      |
| Hauptmann      | Martin Buhr      | 15 maart 1943     | 5 september 1943   |
| Hauptmann      | Vollrad Kutscher | 6 september 1943  | 6 september 1943   |
| Major          | Martin Buhr      | 7 september 1943  | 24 oktober 1943    |
| Hauptmann      | Gerhard Essigke  | 25 oktober 1943   | 3 september 1944   |
| Major          | Johann Spielmann | 3 september 1944  | 8 mei 1945         |

Major Marder werd met zijn chauffeur gedood tijdens een Sovjet-doorbraak. Hauptmann Handrik was waarnemend commandant. Hauptmann Kutscher was slecht een dag commandant en werd tijdens de aanval op Wasiljewka in zijn hoofd geschoten, waarschijnlijk door een Sovjet sluipschutter.